# Tratado de Pelindaba

Nações que ratificaram o Tratado
Países signatários mas que não ratificaram
Países não signatários

O Tratado africano para a formação de uma zona livre de armas nucleares, mais conhecido como Tratado de Pelindaba (assim nomeado em alusão ao principal centro de pesquisas nucleares da África do Sul, gerenciado pela Corporação de Energia Nuclear da África do Sul, e local de desenvolvimento, construção e subsequente armazenagem das bombas atômicas sul-africanas de 1970), estabelece uma zona livre de armas nucleares na África. O Tratado foi assinado em 1996 e entrou em vigência com a 28.ª ratificação, em 15 de Julho de 2009.

## Elementos do Tratado
O Tratado proíbe a pesquisa, desenvolvimento, manufatura, estocagem, aquisição, testes, posse, controle ou estacionamento de dispositivos nucleares explosivos no território das partes do Tratado, e o descarte de lixos radioativos na zona africana pelas partes do Tratado. O Tratado também proíbe qualquer ataque contra instalações nucleares na zona pelas partes do Tratado, e requer que elas mantenham os mais altos padrões de proteção física do material, instalações e equipamentos nucleares, que devem ser usados exclusivamente para propósitos pacíficos. O Tratado requer que todas as partes apliquem salvaguardas de amplo espectro da Agência Internacional de Energia Atômica para todas as suas atividades nucleares pacíficas. Um mecanismo para verificar a conformidade, incluindo o estabelecimento da Comissão Africana sobre Energia Nuclear, foi estabelecido pelo Tratado. Seu escritório será na África do Sul. O Tratado ratifica o direito de cada parte de decidir por si própria se irá permitir visitas de navios e aeronaves estrangeiras a seus portos e aeroportos, explicitamente defende a liberdade de navegação em alto-mar e não afeta os direitos de passagem através de águas territoriais garantidas por leis internacionais.[carece de fontes?]

## Área de aplicação
"Zona africana livre de armas nucleares" significa o território do continente africano, ilhas-estado que são membros da Organização da Unidade Africana (OUA), e todas as ilhas consideradas pela OUA nas suas resoluções como sendo parte da África; "Território" significa o território terrestre, águas internas, mares territoriais e águas arquipelágicas e o espaço aéreo sobre estes, juntamente com o leito marinho e o subsolo.
A Zona Africana Livre de Armas Nucleares (ANWFZ) cobre todo o continente africano, além das seguintes ilhas: Agalega, Bassas da Índia, Cabo Verde, Canárias, Cargados Carajos, Arquipélago de Chagos - Diego Garcia, Comores, Ilha Europa, Ilha de João da Nova, Madagascar, Maurícia, Mayotte, Ilhas do Príncipe Eduardo e Marion, São Tomé e Príncipe, Reunião, Rodrigues, Seychelles, Ilha Tromelin, Zanzibar e Pemba.
Essa lista não menciona as ilhas de Santa Helena localizadas no meio do oceano, 1 900 km a oeste do sul da Angola, ou as suas dependências, incluindo a Ilha de Ascensão e Tristão da Cunha, a Ilha Bouvet, 2 500 km sudoeste da Cidade do Cabo, as Ilhas Crozet, 2 350 km ao sul de Madagascar, Ilhas Kerguelen, ou Ilha de Amsterdã, Samoa Americana e Ilha de São Paulo, que são as únicas áreas terrestres do Hemisfério Sul a não se encontrarem em nenhuma das zonas livres de armas nucleares.[carece de fontes?]

## História
A busca por uma África livre de armas nucleares começou quando a Organização da Unidade Africana expressou formalmente seu desejo de um Tratado que garantiria a desnuclearização da África em sua primeira reunião no Cairo em julho de 1964. O Tratado foi aberto para assinatura em 11 de abril de 1996 no Cairo, Egito. Todos estados africanos são elegíveis para se tornarem partes do Tratado, que entraria em vigência a partir da 28.ª ratificação; os Protocolos também entrariam em vigor naquela data para os signatários do Protocolo que houvessem depositado seus instrumentos de ratificação. Foi reportado em 1996 que nenhum Estado árabe africano iria ratificar o Tratado até que Israel renunciasse ao seu programa de armas nucleares. No entanto, Argélia, Líbia, e Mauritânia ratificaram o Tratado desde então.
A Assembleia Geral das Nações Unidas aprovou resoluções idênticas sem votar em 1997 (duas vezes), 1999, 2001, 2003, and 2005 pedindo para que os Estados africanos que ainda não o tivessem feito assinassem e ratificassem o Tratado, o quanto antes fosse possível, para que ele entrasse em vigor sem atraso, e para os Estados contemplados no Protocolo III tomarem todas as medidas necessárias para a sua aplicação rápida. Uma resolução havia sido aprovada em 1995 em apoio ao texto final do Tratado.

## Estados ratificados ou aderidos
Em janeiro de 2018, o Tratado havia sido ratificado por 40 Estados e pela República Árabe Saaraui, e entrou em vigor em 15 de julho de 2009.
| Estado           | Assinatura            | Depósito                | Método      |
| ---------------- | --------------------- | ----------------------- | ----------- |
| Argélia          | 11 de abril de 1996   | 11 de fevereiro de 1998 | Ratificação |
| Angola           | 11 de abril de 1996   | 20 de junho de 2014     | Ratificação |
| Benim            | 11 de abril de 1996   | 4 de setembro de 2007   | Ratificação |
| Botswana         | 9 de junho de 1998    | 16 de junho de 1999     | Ratificação |
| Burquina Fasso   | 11 de abril de 1996   | 27 de agosto de 1998    | Ratificação |
| Burundi          | 11 de abril de 1996   | 15 de julho de 2009     | Ratificação |
| Camarões         | 11 de abril de 1996   | 28 de setembro de 2010  | Ratificação |
| Chade            | 11 de abril de 1996   | 18 de janeiro de 2012   | Ratificação |
| Comores          | 11 de abril de 1996   | 24 de julho de 2012     | Ratificação |
| Congo            | 27 de janeiro de 1997 | 26 de novembro de 2013  | Ratificação |
| Costa do Marfim  | 11 de abril de 1996   | 28 de julho de 1999     | Ratificação |
| Guiné Equatorial |                       | 19 de fevereiro de 2003 | Adesão      |
| Etiópia          | 11 de abril de 1996   | 13 de março de 2008     | Ratificação |
| Gabão            | 11 de abril de 1996   | 12 de junho de 2007     | Ratificação |
| Gâmbia           | 11 de abril de 1996   | 16 de outubro de 1996   | Ratificação |
| Gana             | 11 de abril de 1996   | 27 de junho de 2011     | Ratificação |
| Guiné            | 11 de abril de 1996   | 21 de janeiro de 2000   | Ratificação |
| Guiné-Bissau     | 11 de abril de 1996   | 4 de janeiro de 2012    | Ratificação |
| Quénia           | 11 de abril de 1996   | 9 de janeiro de 2001    | Ratificação |
| Lesoto           | 11 de abril de 1996   | 14 de março de 2002     | Ratificação |
| Líbia            | 11 de abril de 1996   | 11 de maio de 2005      | Ratificação |
| Madagascar       |                       | 23 de dezembro de 2003  | Adesão      |
| Malawi           | 11 de abril de 1996   | 23 de abril de 2009     | Ratificação |
| Mali             | 11 de abril de 1996   | 22 de julho de 1999     | Ratificação |
| Mauritânia       | 11 de abril de 1996   | 24 de fevereiro de 1998 | Ratificação |
| Maurícia         | 11 de abril de 1996   | 24 de abril de 1996     | Ratificação |
| Moçambique       | 11 de abril de 1996   | 28 de agosto de 2008    | Ratificação |
| Namíbia          | 11 de abril de 1996   | 1 de março de 2012      | Ratificação |
| Níger            | 11 de abril de 1996   | 22 de fevereiro de 2017 | Ratificação |
| Nigéria          | 11 de abril de 1996   | 18 de junho de 2001     | Ratificação |
| Ruanda           | 11 de abril de 1996   | 1 de fevereiro de 2007  | Ratificação |
| Saara Ocidental  | 20 de junho de 2006   | 27 de janeiro de 2014   | Ratificação |
| Senegal          | 11 de abril de 1996   | 25 de outubro de 2006   | Ratificação |
| Seicheles        | 9 de julho de 1996    | 23 de maio de 2014      | Ratificação |
| África do Sul    | 11 de abril de 1996   | 27 de março de 1998     | Ratificação |
| Eswatini         | 11 de abril de 1996   | 17 de julho de 2000     | Ratificação |
| Tanzânia         | 11 de abril de 1996   | 19 de junho de 1998     | Ratificação |
| Togo             | 11 de abril de 1996   | 18 de julho de 2000     | Ratificação |
| Tunísia          | 11 de abril de 1996   | 7 de outubro de 2009    | Ratificação |
| Zâmbia           | 11 de abril de 1996   | 18 de agosto de 2010    | Ratificação |
| Zimbabwe         | 11 de abril de 1996   | 6 de abril de 1998      | Ratificação |

## Estados signatários mas que não ratificaram
Todos os países são membros da União Africana.
| Estado                         | Assinatura              |
| ------------------------------ | ----------------------- |
| Cabo Verde                     | 11 de abril de 1996     |
| República Centro-Africana      | 11 de abril de 1996     |
| República Democrática do Congo | 11 de abril de 1996     |
| Djibouti                       | 11 de abril de 1996     |
| Egito                          | 11 de abril de 1996     |
| Eritreia                       | 11 de abril de 1996     |
| Libéria                        | 9 de julho de 1996      |
| Marrocos                       | 11 de abril de 1996     |
| São Tomé e Príncipe            | 9 de julho de 1996      |
| Serra Leoa                     | 11 de abril de 1996     |
| Somália                        | 23 de fevereiro de 2006 |
| Sudão                          | 11 de abril de 1996     |
| Uganda                         | 11 de abril de 1996     |

## Estados não signatários
| Estado       |
| ------------ |
| Sudão do Sul |

## Países com armamento nuclear e a Zona Africana Livre de Armas Nucleares
| Tratado                                       | Região                | Área terrestre | Estados | Vigência   |
| --------------------------------------------- | --------------------- | -------------- | ------- | ---------- |
| Antártida                                     | Antártida             | 14 000 000 km2 |         | 23/6/1961  |
| Espaço Exterior                               | Espaço sideral        |                |         | 10/10/1967 |
| Tlatelolco                                    | América Latina Caribe | 21 069 501 km2 | 33      | 25/4/1969  |
| Leito marinho                                 | Leito marinho         |                |         | 18/5/1972  |
| Rarotonga                                     | Pacífico Sul          | 9 008 458 km2  | 13      | 11/12/1986 |
| Bangkok                                       | ANSEA                 | 4 465 501 km2  | 10      | 28/3/1997  |
| Estado Mongol Livre de Armas Nucleares        | Mongólia              | 1 564 116 km2  | 1       | 28/2/2000  |
| Zona Centro-asiática Livre de Armas Nucleares | Ásia Central          | 4 003 451 km2  | 5       | 21/3/2009  |
| Pelindaba                                     | África                | 30 221 532 km2 | 53      | 15/7/2009  |
|                                               | Total:                | 84 000 000 km2 | 116     |            |

Zonas livres de armas nucleares
Países com armamento nuclear
Compartilhamento nuclear
Somente TNP

O Tratado possui três Protocolos.[carece de fontes?]
Sob o Protocolo I, os Estados Unidos, França, o Reino Unido, Rússia e a China são convidados a concordar em não usar ou ameaçar usar um dispositivo explosivo nuclear contra qualquer parte do Tratado ou contra qualquer território de uma parte do Protocolo III dentro da zona africana.
Sob o Protocolo II, os Estados Unidos, França, o Reino Unido, Rússia e a China são convidados a concordar em não testar ou auxiliar ou encorajar o teste de um dispositivo explosivo nuclear em qualquer lugar dentro da zona africana.
Protocolo III é aberto a Estados com territórios dependentes na zona e os obriga a observar certas provisões do Tratado com respeito a esses territórios; apenas Espanha e França podem se tornar partes deste protocolo.
Desde 11 de março de  2011, o Reino Unido, França, Rússia e China assinaram e ratificaram os Protocolos, mas os Estados Unidos ainda precisam ratificar. Espanha não assinou nem ratificou o Protocolo III.
Os Estados Unidos apoiaram o conceito da desnuclearização da África desde a primeira resolução da Assembleia Geral das Nações Unidas sobre esse assunto em 1965, e participou ativamente da escrita do texto final do Tratado e dos Protocolos. Os Estados Unidos assinaram os Protocolos I e II em 1996, mas não os ratificaram. Em maio de 2010, a Secretária de Estado Americana Hillary Clinton anunciou que o Governo Obama iria enviar esses protocolos ao Senado Americano para aconselhamento e consenso para a ratificação.
O estado da ilha Diego Garcia, localizada no Oceano Índico, controlada pelo Reino Unido e usada como uma base militar pelos Estados Unidos, com respeito ao Tratado é incerto. Diego Garcia faz parte do Arquipélago de Chagos, reivindicado por Maurícia. As outras ilhas do arquipélago são consideradas como parte da África e estão sob o Tratado, mas nem os Estados Unidos nem o Reino Unido reconhece Diego Garcia como estando sujeito ao Tratado.

## Execução
Para permitir a verificação do comprometimento à não proliferação nuclear, o Tratado requer que as partes concluam acordos de salvaguarda compreensivos com a Agência Internacional de Energia Atômica (AIEA), equivalentes aos acordos necessários em conexão com o Tratado de Não Proliferação de Armas Nucleares (TNP). Vinte e um Estados na África ainda precisam fazer vigorar tais acordos. A AIEA os encoraja a fazerem isso o quanto antes for possível.
De acordo com o Artigo 12 (Mecanismo para execução) do Tratado, após a vigência do mesmo, as partes acordam em estabelecer uma Comissão Africana sobre Energia Nuclear (AFCONE). Além de ser um mecanismo de conformidade, a Comissão será responsável por encorajar programas regionais e sub-regionais para a cooperação em usos pacíficos da ciência e tecnologia nuclear. O estabelecimento da AFCONE também iria: encorajar Estados africanos a serem responsáveis por seus recursos naturais, e em particular material nuclear; e proteger contra o descarte de lixo tóxico.